# La tribu (película de 2014)
La tribu (en ucraniano: Плем'я, Plemya) es una película ucraniana de 2014 escrita y dirigida por Myroslav Slaboshpytskiy. Está incluida entre las 100 mejores películas del cine ucraniano.

## Argumento
Protagonizada por Hryhoriy Fesenko, Yana Novikova y Roza Babiy, la película está ambientada en un internado para estudiantes adolescentes sordos; un novato es inducido a un sistema disfuncional en donde imperan el crimen organizado, el robo y la prostitución. Fue filmada completamente en lengua de señas ucraniana sin subtítulos. Fue premiada con el Nespresso Grand Prize, el France 4 Visionary Award y el Gan Foundation Support for Distribution Award en el Festival Internacional de Cine de Cannes de 2014.

## Premios y distinciones (selección)
- AFI – American Film Institute Fest (VIZIO Visionary Special Jury Award)
- Art Film Fest (The City of Trencin Mayor’s Award)
- Festival Internacional de Cine de Cannes (France 4 Visionary Award)
- Denver Film Festival (Krzysztof Kieślowski Award for Best Foreign Feature Film)
- Academia de Cine Europeo (Prix FIPRESCI)
- Fantastic Fest (Next Wave Award for Best Director)
- Festival de Cine de Londres (Sutherland Award Young Jury Award)
- Festival de Cine de Milán (Best Feature Film Award)
- Festival de Cine de Sitges (Experimenta Award)
- Tbilisi International Film Festival (Golden Prometheus for Best Film, Sergej Parajanov Prize for Outstanding Poetic Vision)
- Festival Internacional de Cine de Salónica (Best Director)
- Festival Internacional de Cine de Ereván (Golden Apricot; FIPRESCI Jury Prize)